# Nxaunxau
Nxaunxau è un villaggio del Botswana situato nel distretto Nordoccidentale, sottodistretto di Ngamiland West. Il villaggio, secondo il censimento del 2011, conta 400 abitanti.

## Località
Nel territorio del villaggio sono presenti le seguenti 20 località:
- Chombona di 10 abitanti,
- Dikgakana di 3 abitanti,
- Gonitsuga,
- Kawaronga,
- Kiho 85 Vet Camp,
- Maronga Gate 1,
- Maronga II,
- Mogotlho di 12 abitanti,
- Mokgalo,
- Motswere di 5 abitanti,
- Njou di 20 abitanti,
- Njova di 13 abitanti,
- Njovo,
- Nxamazana di 16 abitanti,
- Nxaunxau di 87 abitanti,
- Palamaokue,
- Taudumo Gate,
- Tjaakwe Gate,
- Tjaakwe Vet Gate di 21 abitanti,
- Xabache di 85 abitanti